# Лемонемы
Лемоне́мы (лат. Laemonema) — род лучепёрых рыб семейства моровых (Moridae).

## Описание
Длина до 75 см, обычно не свыше 40 см, масса около 300 г. Брюшные плавники длинные, из 2—3 лучей. Подбородочного усика нет.

## Распространение и экология
Встречаются во всех океанах на глубине 300—700 м. Питаются макропланктоном.

## Хозяйственное значение и применение
Дальневосточная лемонема (Laemonema longipes) обычна на глубине 500—700 м у Курильских островов. Образует скопления. Объект промысла.

## Список видов
Род Лемонемы включает 17 видов:
- Laemonema barbatulum Goode & Bean, 1883
- Laemonema compressicauda (Gilchrist, 1903)
- Laemonema filodorsale Okamura, 1982
- Laemonema goodebeanorum Meléndez C. & Markle, 1997
- Laemonema gracillipes Garman, 1899
- Laemonema laureysi Poll, 1953
- Laemonema longipes Schmidt, 1938 — Дальневосточная лемонема, или Подонема
- Laemonema macronema Meléndez C. & Markle, 1997
- Laemonema melanurum Goode & Bean, 1896
- Laemonema modestum (Franz, 1910)
- Laemonema nana Taki, 1953
- Laemonema palauense Okamura, 1982
- Laemonema rhodochir Gilbert, 1905
- Laemonema robustum Johnson, 1862typus
- Laemonema verecundum (Jordan & Cramer, 1897)
- Laemonema yarrellii (Lowe, 1838)
- Laemonema yuvto Parin & Sazonov, 1990